# مصرف الريان
يقدم مصرف الريان خدمات مصرفية وتمويلية متعدده ومحافظ استثمارية متوافقة مع أحكام الشريعة الإسلامية .  و يوفر مصرف الريان  خدمات مصرفية متكاملة تشمل الخدمات المصرفية للشركات والأفراد، تمويل المشاريع المتوسطة والصغيرة، الخدمات المصرفية
الخاصة وخدمات الخزينة 